# Muhammad Mursi
Muhammad Mursi Isa al-Ayyat (arabiska: محمد مرسى عيسى العياط IPA: [mæˈħæmmæd ˈmoɾsi ˈʕiːsæ (ʔe)l.ʕɑjˈjɑːtˤ]), född 20 augusti 1951 i ash-Sharqiyya, död 17 juni 2019 i Kairo, var en egyptisk politiker som var Egyptens president från den 30 juni 2012 till den 3 juli 2013. Därefter avsattes han i en militärkupp och dömdes senare till långvarigt fängelsestraff. Mursi avled i en hjärtattack. 
Mursi var partiledare för Frihets- och rättvisepartiet, ett parti som grundades av Muslimska brödraskapet efter Egyptiska revolutionen 2011, från den 30 april 2012 till 24 juni 2012 då han utropades till segrare i presidentvalet. Han var sitt partis kandidat i det egyptiska presidentvalet 2012, vilket han vann med 51,73 procent av rösterna. Han var ledamot av egyptiska folkförsamlingen från år 2000 till 2005.

## Biografi
Mursi avlade en kandidatexamen respektive en magisterexamen i ingenjörskap på Kairos universitet under 1975 respektive 1978. Han fick sin doktorsexamen i ingenjörskap från University of Southern California år 1982. Han var biträdande professor vid California State University, Northridge från 1982 till 1985. År 1985 återvände han till Egypten för att undervisa på Zagazigs universitet. Hans barn föddes i Kalifornien och två av dem är amerikanska medborgare.

### Politisk karriär
Mursi har varit ledamot av underhuset från 2000 till 2005 och satt som oberoende ledamot eftersom det Muslimska brödraskapet inte tilläts sitta i parlamentet under president Hosni Mubarak. Han var medlem av det vägledande rådet för Muslimska brödraskapet tills Frihets- och rättvisepartiet grundades år 2012, då han valdes till partiets första partiledare.
Efter att Khairat El-Shater diskvalificerades från presidentvalet blev Mursi, som ursprungligen nominerades som vice kandidat, det Muslimska brödraskapets nya kandidat.

#### Presidentvalet 2012
Efter den första omgången i presidentvalet fick Mursi 24,78 % av rösterna, cirka 1 % fler röster än Mubaraks tidigare premiärminister Ahmed Shafiq, vilket ledde till att en andra omgång hölls 16-17 juni 2012. Mursis kampanj har noterats för den islamistiska karaktären och dess händelser. Efter den första omgången av omröstningen den 23-24 maj försökte han att sträcka ut sin hand till liberaler och minoriteter samtidigt som han framställde sin motståndare Ahmed Shafiq som en av Mubarakerans kvarlevor.
Den 24 juni 2012 offentliggjordes valresultatet och Mursi vann med 51,73 % av rösterna över Ahmed Shafiq som fick 48,27 %. Mursi tillträdde den 30 juni 2012, direkt därefter avgick han som Frihets- och rättvisepartiets ledare.
Den 30 maj 2012 lämnade Mursi in en stämningsansökan mot den egyptiska tv-personligheten Tawfiq Okasha och anklagade honom för att sprida "osanningar och anklagelser som uppgår till ärekränkning och förtal". Enligt nättidningen Egypt Independent, ett engelskspråkigt dotterbolag till den egyptiska dagstidningen Al-Masry Al-Youm, tillbringade Okasha tre timmar den 27 maj i direktsändning åt att kritisera Muslimska brödraskapet och Mursi.

#### Protesterna 2013
I juni 2013 blossade våldsamma protester mot Mursi upp i Kairo. Han blev avsatt av militären den 3 juli.

### Presidentskap

#### Konflikt med den gamla eliten
Tidigt spekulerades det att Mursis handlingsförmåga som president kunde bli oklar eftersom Egyptens byråkrati var fylld med ämbetsmän lojala till Hosni Mubarak och att de kunde motarbeta frågor som Mursi försökte driva igenom. I en tv-intervju med Yosri Fouda, förklarade Mursi att hans inställning är en övergångsperiod med ett blandat president-parlamentariskt system, vilket senare skulle bana väg för ett system där den lagstiftande församlingen hade störst inflytande. 10 juli 2012 återinsatte Mursi Egyptiska folkförsamlingen, där Frihets- och rättvisepartiet med allierade dominerat, efter att Egyptens högsta författningsdomstol månaden dessförinnan upplöst kammaren. Detta var den första konfrontationen mellan den folkvalde presidenten och den gamla ämbetsmannakåren. Den andra konfrontationen var med Egyptens mäktiga försvarsmakt som behöll stort inflytande efter presidentvalet. Mursi förkastade de begränsningar på presidentämbetet som utfärdats av De väpnade styrkornas högsta råd. 12 augusti bad han fältmarskalk Tantawi, rådets ordförande och därefter försvarsminister, samt arméchefen general Sami Hafez Anan att avgå. Detta beskrevs av bland annat New York Times och al-Jazeera som en utrensning och en maktkamp mellan Mursi och militären. Fyra dagar senare avskedades chefen för underrättelsetjänsten och befälhavaren för presidentens livgarde.

#### Ny författning
Mursi försökte att påverka utarbetandet av en ny konstitution i Egypten. Mursi favoriserade en konstitution som skulle skydda de medborgerliga rättigheterna, men som också skulle vara baserad på islamisk lag.

#### Minoritets- och kvinnofrågor
En av Mursis talesmän meddelade att han kommer utse en kristen och en kvinnlig vicepresident. Istället utsåg han tre kvinnor och två kristna bland sina 21 nyutsedda rådgivare 27 augusti 2012. Resterande var konservativa islamister.
Mursi närvarade inte vid tillträdandet av Tawadros II som Koptisk-ortodoxa kyrkans påve 18 november 2012 men premiärminister Hesham Qandil var där.

#### Utrikespolitik
Mursi sade i sitt segertal att han kommer att följa alla Egyptens internationella fördrag, vilket tros vara en fördel för Egyptens fredsavtal med Israel.

### Senare år
Den 3 juli 2013 avsattes Mursi av armén. Konstitutionen upplöstes och man angav att nya val skulle hållas snarast. Presidentämbetet upprätthölls tillfälligt av Adli Mansour, nuvarande domare i Egyptens Högsta författningsdomstol innan nästa ordinarie president tog över. 
Mursi avtjänade ett 20 år långt fängelsestraff efter att i april 2015 ha dömts för inblandning i morden på demonstranter i december 2012.
Den 16 maj 2015 dömdes Mursi till döden för sin inblandning i ett fängelseuppror 2011. Ytterligare 105 medlemmar av Muslimska brödraskapet dömdes till samma straff.
Muhammad Mursi avled av en hjärtinfarkt den 17 juni 2019.

## Privatliv
Mursi var gift med Najla Mahmoud. Hon har hävdat att hon inte vill bli kallad "Första dam" utan snarare "Första tjänare [av den egyptiska allmänheten]". Två av Mursis fem barn föddes i Kalifornien och är amerikanska medborgare.
Den 17 juni 2019 föll han plötsligt ihop under en rättegång och fördes sedan medvetslös till sjukhus där han senare avled.  Orsaken till hans död ska ha varit en hjärtinfarkt.